# سالواتوره بانیی
سالواتوره بانیی (به ایتالیایی: Salvatore Bagni) بازیکن فوتبال و مدافع اهل ایتالیا است که از سال ۱۹۸۱ میلادی عضو تیم ملی فوتبال ایتالیا بوده و در ۴۰ بازی ملی حضور داشته‌است. او در بازی‌های ملی‌اش ۴ گل به ثمر رساند.
سالواتوره بانیی آخرین بازی ملی خود را در سال ۱۹۸۷ میلادی انجام داد.